# Максаков, Владимир Александрович
Максаков Владимир Александрович (1972—1996) — старший прапорщик МВД РФ, участник первой чеченской войны, Герой Российской Федерации (1996).

## Биография

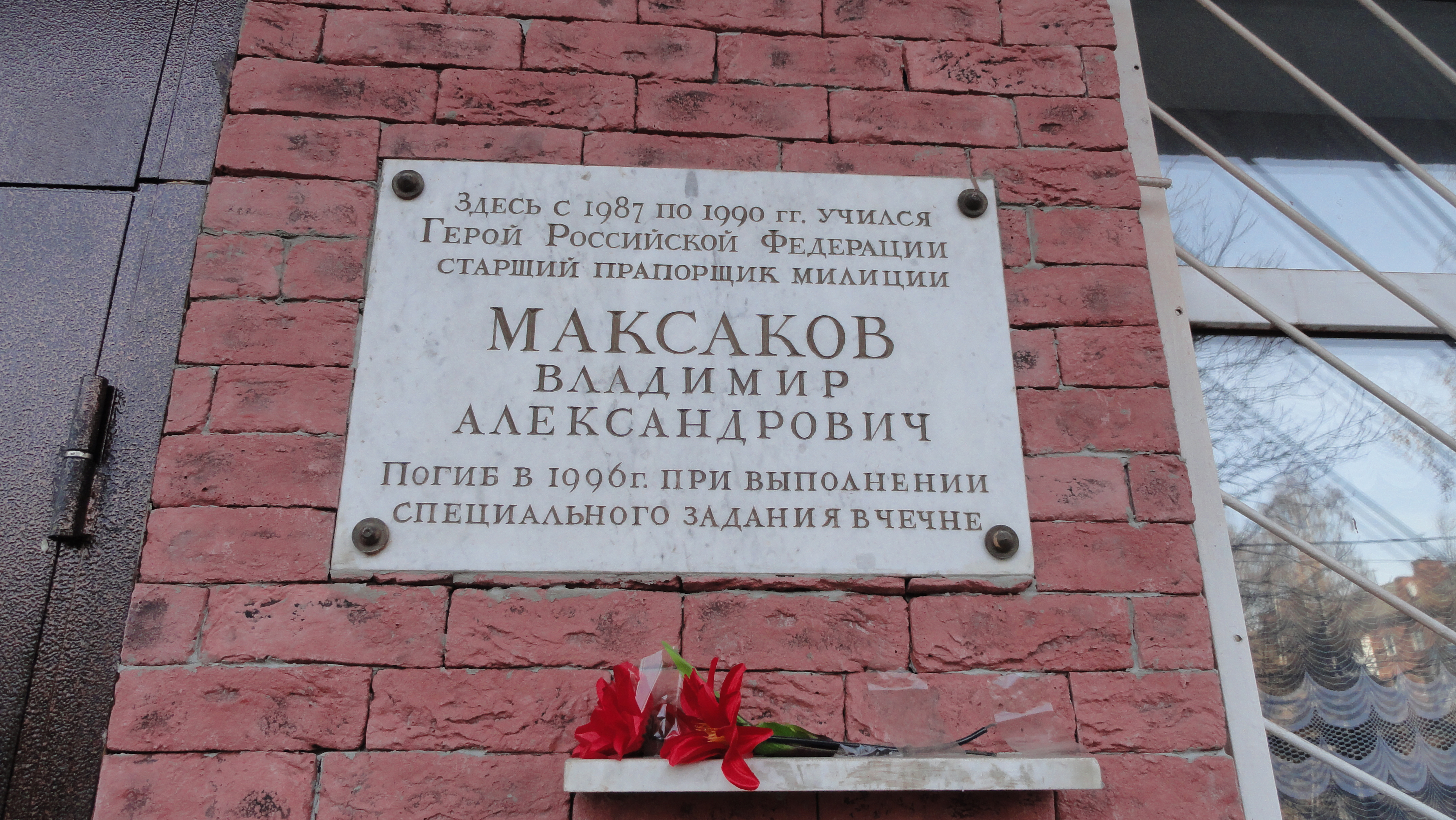
Мемориальная доска на школе № 8 города Смоленска, где учился Владимир Максаков.

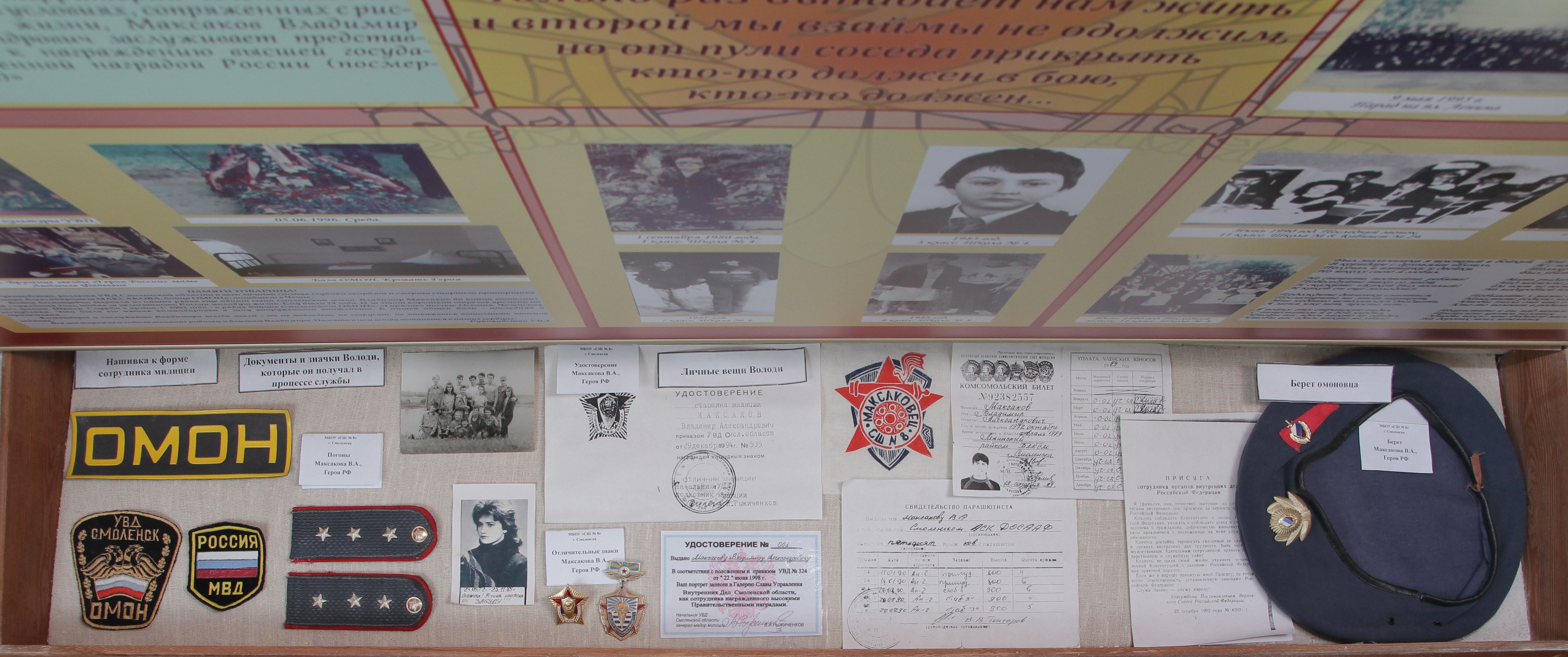

Владимир Максаков родился 27 октября 1972 года в городе Смоленске. В 1990 году окончил среднюю школу № 8. Был призван на службу в армию. С марта 1993 года Максаков был милиционером-бойцом ОМОН при Управлении внутренних дел по Смоленской области. Дважды бывал в зоне чрезвычайного положения в Северной Осетии, пять раз выезжал в командировки в Чечню (26 декабря 1994 года — 8 февраля 1995 года, 29 марта — 13 июня 1995 года, 23 декабря 1995 года — 9 февраля 1996 года, с 4 мая 1996 года). Отличился во время своей последней командировки.

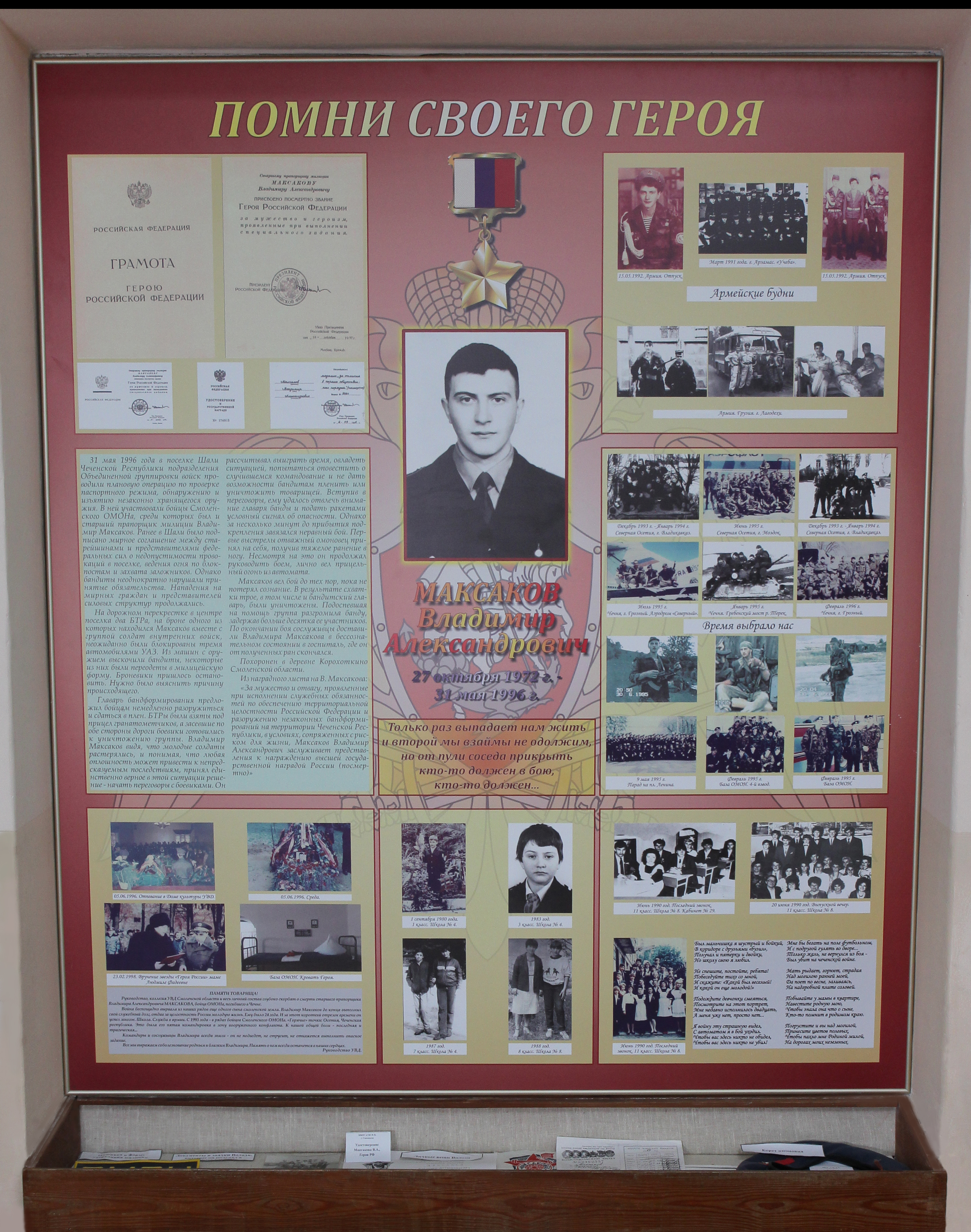
Стенд в музее школы №8 г. Смоленска, в память о Владимире Максакове.

31 мая 1996 года в посёлке Шали производилась плановая операция по проверке паспортного режима, а также обнаружению и изъятию незаконно хранимого населением оружия. Бойцы смоленского ОМОНа исполняли в этой операции основную функцию, а их действия прикрывались подразделениями внутренних войск. Когда 2 БТР с омоновцами подъехали к посёлку, дорогу им заблокировали 3 автомобиля «УАЗ», из которых выскочили чеченские боевики, некоторые из которых были одеты в милицейскую форму. БТР были взяты на прицел гранатомётчиками противника. Главарь боевиков приказал милиционерам бросить оружие и сдаться. Максаков принял решение дать боевикам бой и попытаться оповестить о нападении соседнюю милицейскую группу лейтенанта Олега Кадочникова. Главарь боевиков открыл по Максакову огонь из автомата, ранив его в обе ноги. Максаков успел дать команду своим подчинённым сойти с БТР и занять круговую оборону. Очередью из автомата Максаков уничтожил двух гранатомётчиков, что позволило сохранить жизни милиционеров.

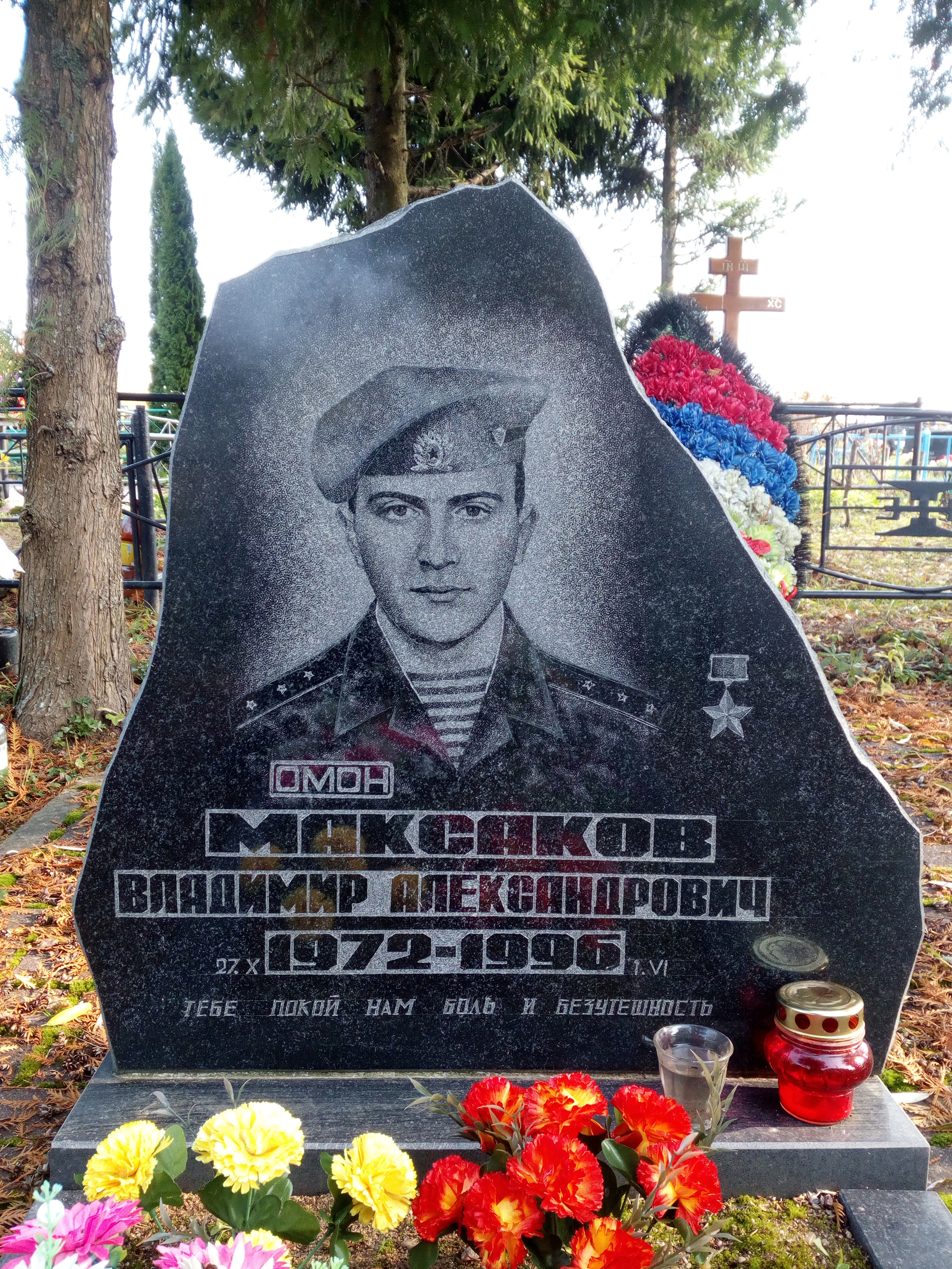
Могила Владимира Максакова в посёлке Корохоткино Смоленской области.

После окончания боя раненый Максаков был доставлен в госпиталь, но вскоре он скончался от сильной кровопотери.
Указом Президента Российской Федерации № 1342 от 18 декабря 1997 года старшему прапорщику милиции Владимиру Максакову было присвоено звание Героя Российской Федерации.
Бюст Максакова установлен в здании УМВД России по Смоленской области. В его честь названа улица в Смоленске. На школе № 8, где он учился, установлена мемориальная доска, в самой школе действует музей, в котором представлены личные вещи, документы, фотографии Максакова, вырезки из газет, рассказывающие о его подвиге.